# Алістер Дарлінг
Алістер Маклін Дарлінг (англ. Alistair Maclean Darling; 28 листопада 1953, Лондон, Англія — 30 листопада 2023, Единбург) — британський політик з Лейбористської партії.

## Біографія
Народився в Лондоні в сім'ї інженера, згодом жив у Шотландії. Вивчав право в Університеті Абердіна, де був головою спілки студентів. Свою політичну діяльність Дарлінг почав, беручи участь в троцькістській Міжнародній марксистській групі. У 1977 році вступив до Лейбористської партії. Після закінчення університету Дарлінг працював солісітором (адвокатом з обмеженою компетенцією) в Шотландії.
У 1987 році був обраний до Палати громад. З 1988 році брав участь у роботі тіньового уряду. У 1997 році, відразу ж після перемоги лейбористів на парламентських виборах, Дарлінг став секретарем казначейства під безпосереднім начальством нового канцлера казначейства Гордона Брауна і увійшов до владного кабінету міністрів. У 1998 році Дарлінг став міністром праці та пенсійного забезпечення, а у 2002 році — міністром транспорту. З 2003 року Дарлінг паралельно обіймав посаду міністра у справах Шотландії. У 2006 році Дарлінг залишив обидві міністерські посади і був призначений міністром торгівлі та промисловості. Після того, як 27 червня 2007 прем'єр-міністром Великої Британії став Гордон Браун, Дарлінг зайняв його пост канцлера скарбниці. 11 травня 2010 року залишив свою посаду у зв'язку з відставкою Гордона Брауна.
Алістер Дарлінг є одним з трьох міністрів (поряд з Джеком Стро і Гордоном Брауном), які безперервно брали участь у роботі лейбористського уряду з 1997 року по 2010 рік.